# Lactarius volemus
Lactarius volemus, o lactario anaranjado, es una especie de hongo basidiomiceto de la familia Russulaceae. Se encuentra ampliamente distribuido en el hemisferio norte, en zonas templadas de Europa, América del Norte y Asia, así como en algunas regiones subtropicales y tropicales de América Central. Crece en bosques de planifolios, fundamentalmente bajo castaños, y menos frecuentemente en bosques de coníferas, normalmente por debajo de los 1000 m s. n. m. Su seta, o cuerpo fructífero, aflora desde verano hasta otoño. Su basónimo es Agaricus volemus Fr. 1821. La seta de este hongo es un comestible apreciado.
El L. volemus presenta tonos que van del durazno al tawny, el sombrero puede alcanzar un diámetro de 11 cm. Las lamelas ubicadas en la parte inferior de su sombrero poseen un color amarillo dorado pálido, las mismas se encuentran muy próximas unas de otras y a veces se bifurcan. Una de las características distintivas de este hongo es la gran cantidad de látex ("leche") que exuda cuando se dañan sus lamelas. También posee un aroma distintivo a pescado, el cual no afecta su sabor. El análisis químico de las setas ha determinado que las mismas poseen diversos esteroles relacionados con el ergosterol, algunos de los cuales son únicos de esta especie. El hongo también contiene una goma natural la cual ha sido caracterizada mediante análisis químico. Un análisis filogenético indica que el Lactarius volemus no sería un taxón único sino que representa varias especies o subespecies.

## Taxonomía y nomenclatura

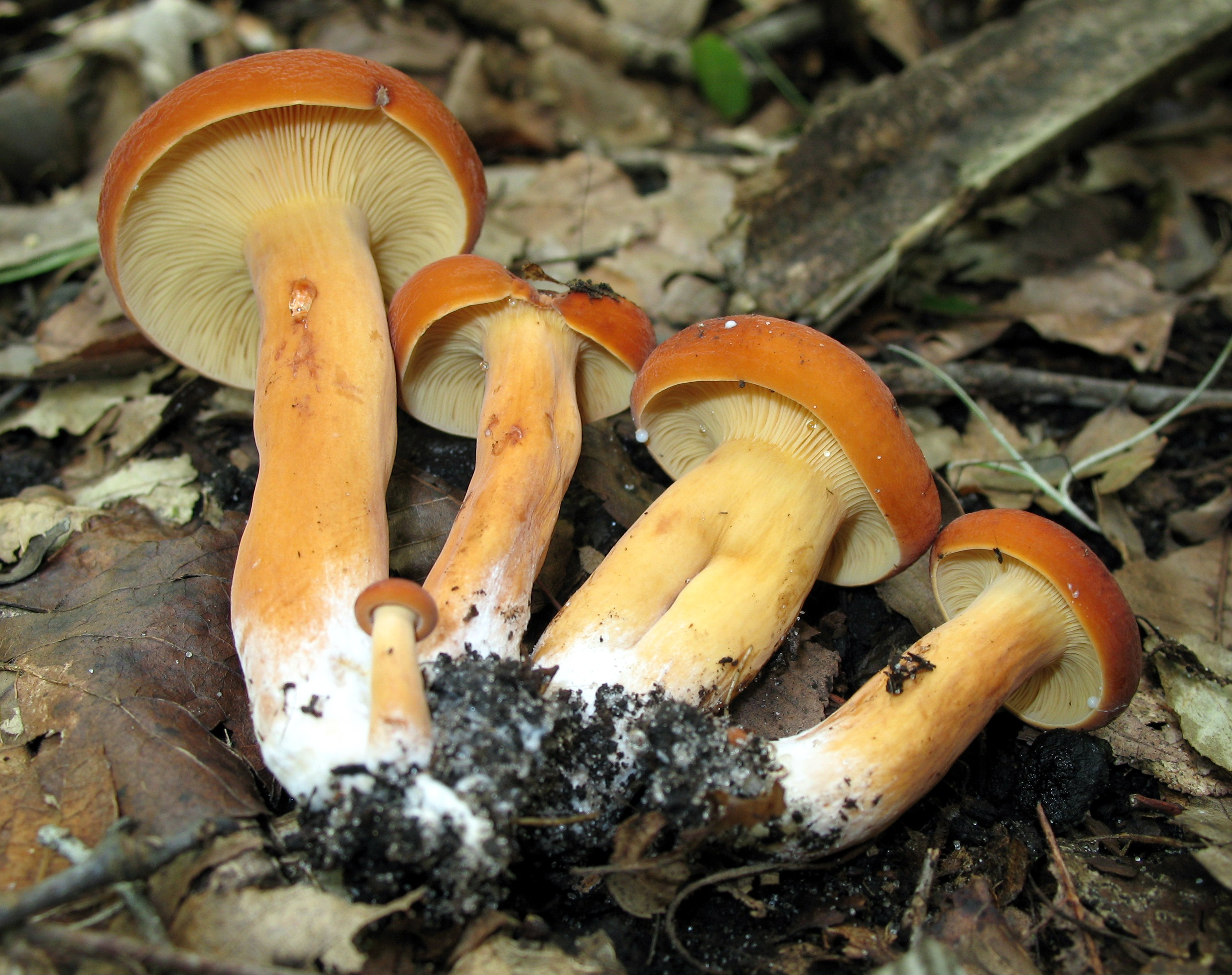
Varios Lactarius volemus.

La primera mención de Lactarius volemus en la literatura científica fue en 1753 por Carlos Linneo en su Species Plantarum, bajo el nombre de Agararicus lactifluus.
En 1821 el micólogo sueco Elias Magnus Fries lo llamó Agaricus volemus en su Systema Mycologicum. 
En este trabajo se propone un conjunto de especies relacionadas (llamadas tribus o tribu) dentro del género Agaricus, que él nombró Galorrheus. 
Fries más tarde reconoció Lactarius como un género distinto en su Epicrisis Systematis Mycologici, citando Galorrheus como un sinónimo; Fue en esta publicación que la especie fue llamada por primera vez por el nombre que es conocida hoy en día. A pesar de que Linneo publicó la especie antes que Fries, el nombre de Fries está sancionado y por lo tanto tiene prioridad nomenclatural.
En 1871 Paul Kummer elevó la mayor parte de las tribus de Fries a rango genérico, por lo que cambió el nombre de la especie a Galorrheus volemus.
La variedad L. volemus var. subrugosus fue identificada por Charles Horton Peck en 1879,
pero ahora se clasifica como una especie separada, Lactarius corrugis.
En 1891 Otto Kuntze movió la especie a Lactifluus, un género que posteriormente fue plegado en Lactarius.
Otro sinónimo histórico es Lactarius lactifluus, usado por Lucien Quélet en 1886, un renombramiento basado en Agaricus lactifluus de Linneo. 
Lactarius wangii relatado en 2005 por Hua-An Wen y Jian-Zhe Ying siendo una nueva especie de China, fue sinonimizado dos años después con el L. volemus.
El epíteto específico "volemus" es derivado del latín vola, que significa "el oco de la maño", sugestivo de la referencia de Fries a la gran cantidad de látex "suficiente fluido para llenar la maño". Los nombres en lengua inglesa para el L. volemus incluyen: weeping milk cap, tawny milkcap, orange-brown milky, voluminous-latex milky, lactarius orange, fishy milkcap, y apricot milk cap. En las montañas de Virginia Occidental, Estados Unidos, es nombrado "leatherback" o "bradley". El último nombre puede tener origen de su nombre en alemán, Brätling.

## Filogenia
Lactarius volemus es una especie de la sección de los Dulces en el subgénero Lactifluus. 
Este agrupamiento incluye especies con el píleo seco, látex abundante y una impresión de esporas blancas o crema pálida.
Como la especie L. corrugis, tiene superposición de caracteres morfológicos, incluyendo a coloración del píleo y las semejanzas en el estipe, es difícil distinguir de manera precisa las dos especies. 
La dificultad en diferenciarlos es aumentada también más por el hecho de que ambas especies tienen varios colores: especímenes japonesas de L. volemus pueden tener un píleo rojo, un píleo amarillo con una tallo largo, o una textura aveludada; los píleos de L. corrugis puede ser rojos, comúnmente de color herrumbre. 
En 2005 investigadores japoneses aclararon la relación entre estas dos especies y de varias otras de la sección Dulces usando análisis moleculares de ADN y comparando las diferencias en la composición de ácidos grasos, la morfología y el sabor. 
El grupo de variantes de color filogenéticamente en diferentes subclados, sugiriendo que podrían ser mejor considerados "diferentes especies, subespecies o variedades". 
En 2010 un estudio molecular de L. volemus del norte de la Tailandia descubrió que los 79 especímenes testados pueden ser divididos en 18 especies filogenéticas distintas; seis de estas fueron descritas como nuevas especies: L. acicularis, L. crocatus, L. distantifolius, L. longipilus, L. pinguis y L. vitellinus.

## Descripción

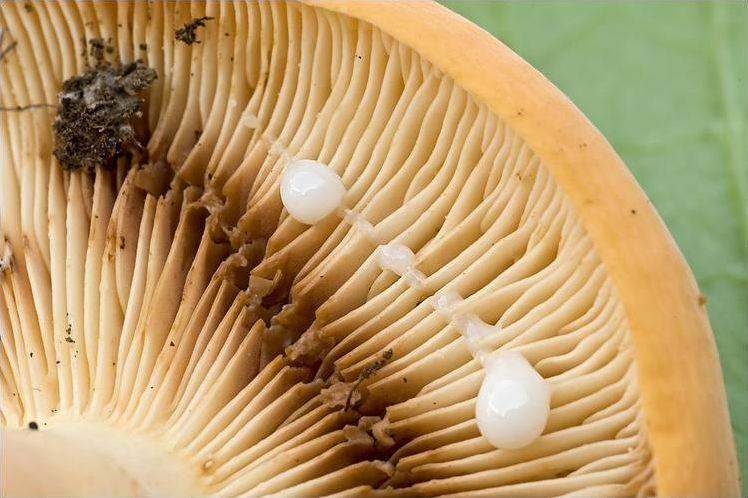
Un pequeño arañazo es suficiente para que el látex sea liberado. Puede volverse marrón después de la exposición al aire, además de manchar los tejidos con que entra en contacto.

El esporocarpo del Lactarius volemus tiene un píleo carnoso y firme con una textura aterciopelada y suave o una forma que cambia de acuerdo a su grado de madurez: inicialmente es convexo con bordes curvados hacia adentro y luego crece plano con una depresión en el centro. 
Con un diámetro típico de 5 a 11 centímetros, su color varia del tono de damasco de color amarillo a marrón.
El color del píleo, sin embargo, es algo variable, como se observó en las muestras procedentes de Asia, Europa y América del Norte. 
El tallo o estipe cuya altura varia de entre 4 y 12 centímetros y que normalmente posee entre 1 y 1,5 cm de espesor, tiene una coloración ligeramente más clara que el píleo. Es firme, con una superficie suave o sedosa que a veces tiene depresiones que corren longitudinalmente a lo largo de toda su longitud.
Las láminas son delgadas y frágiles, bifurcadas a veces y muy espaciadas entre sí. Por lo general, tiene un pálido color amarillo dorado y se convierten en marrón después de sufrir una agresión externa. Intercalados entre las laminillas están las lamélulas, extensiones cortas que no se extienden al tallo. 
La carne es de color blanquecino y dura. El olor de la seta es controvertido; su olor es equivalente a un pescado muerto. 
El olor es exhalado especialmente cuando los cuerpos fructíferos están secos. Una de las características más distintivas de la seta es la gran cantidad de látex, tan abundante que sólo un pequeño rasguño en las láminas es suficiente para hacer "llorar" una sustancia lechosa. El látex tiende a manchar de marrón la superficie con la que entra en contacto.

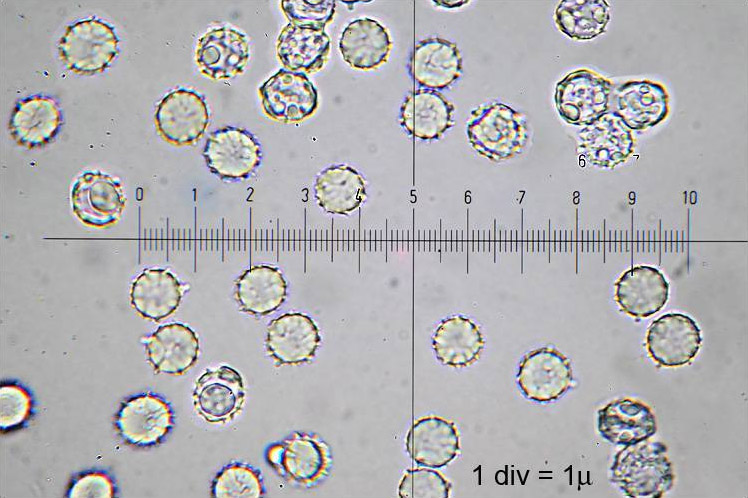
Imagen microscópica de las esporas. Son esféricas, hialinas y reticuladas.

La impresión de las esporas es de color blanquecino. Las esporas son aproximadamente esféricas, translúcidas y típicamente miden 7,5 a 10 por 7,5 a 9 micrómetros (mm). 
La superficie de la espora está reticulada, cubierta con rebordes que forman una red compleja. Las crestas alcanzan 0,8 mm de altura y tienen proyecciones notables de hasta 1,2 micrómetros. Las células que producen las esporas en el himenio, los basidios son claviformes, hialinos con cuatro esporas, cada uno tiene dimensiones de 40-62 7,2 a 10,4 micrómetros. 
Intercaladas entre los basidios están las células estériles llamadas cistídios. Los pleurocistídios son extremadamente fusiformes o claviformes y miden 48-145 a 5-13 micrómetros. Los queilocistídios puede ser fusiformes claviformes, formas apiculadas o intermedios entre estos y medir 27-60 por 5 a 7 micrómetros. Además, hay cistídios presente en la superficie del píleo y el tronco el hongo. Si una gota de sulfato de hierro (usado como prueba química en la identificación de hongos) es aplicada a la carne de L. volemus, inmediatamente se tiñe de un color verde azulado oscuro.

### Variedades

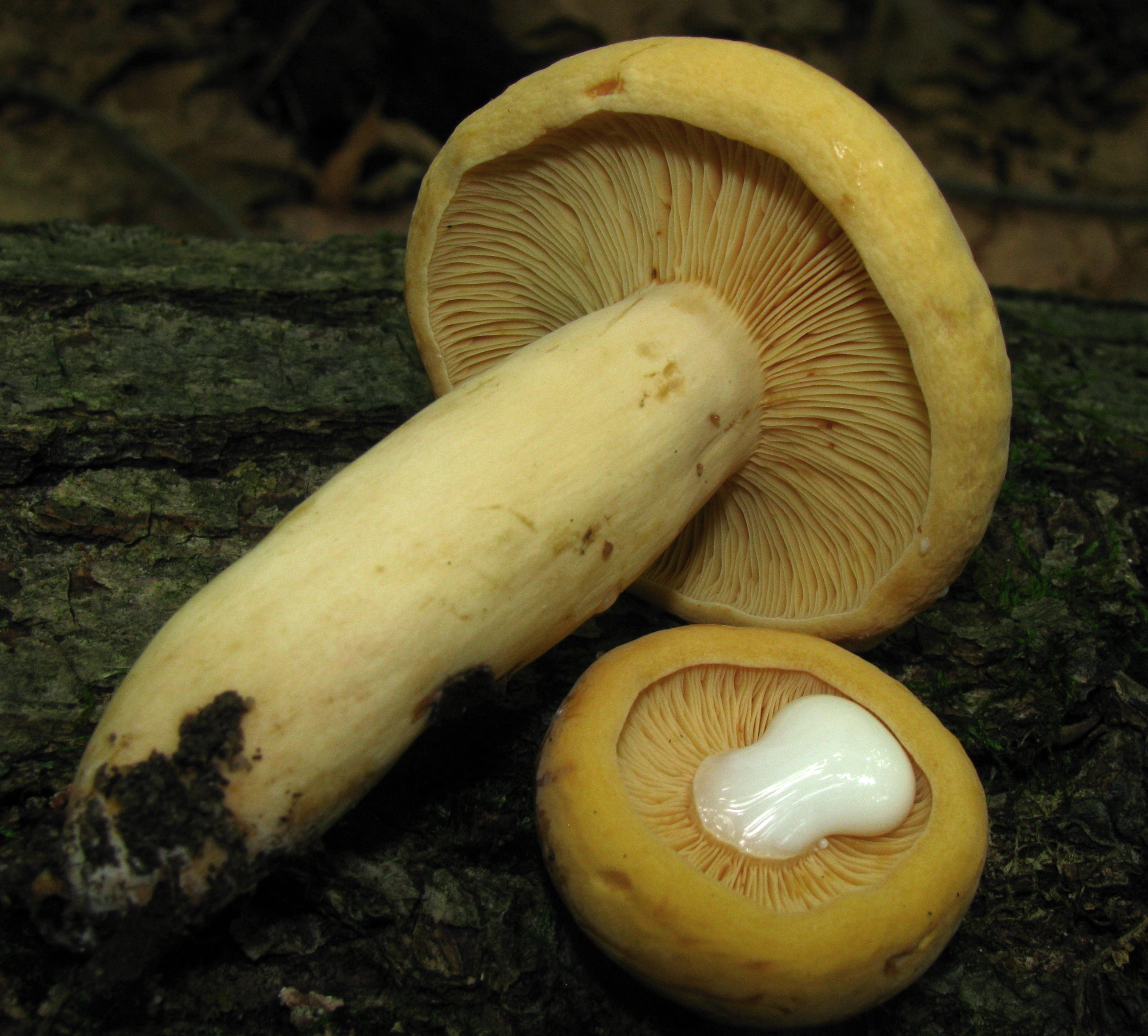
Lactarius volemus var. flavus

La variedad Lactarius volemus var. flavus fue descrita en 1979 por Alexander Hanchett Smith y Lexemuel Ray Hesler en su monografía sobre especies norteamericanas del género Lactarius. Esta rara variedad, encontrada en el sudeste de los Estados Unidos (en una región que va desde la Carolina del Sur hasta la Flórida y extendiéndose al oeste hasta Texas), tiene un píleo que se vuelve amarillo durante su desarrollo. También tiene esporas ligeramente más pequeñas que la variedad común: 6,5 a 9 por 6-8 micrómetros. 
Algunos autores consideran el raramente coletado L. volemus var. oedematopus, encontrado en la región central y sur de la Europa, una variedad distinta de las demás por tener un tallo grueso y píleo de color marrón rojizo. Esta evaluación no es universalmente aceptada, posiblemente debido a que cae dentro del rango de variación morfológica de la gama principal. 
Una otra variedad, L. volemus var. asiaticus, fue nombrada en 2004 con base en espécimes vietnamitas; que se asocia con el Pinus kesiya y tiene pequeños cuerpos fructíferos y aterciopelado de color marrón. En general la importancia taxonómica poco se ha atribuido a diversas variedades de L. volemus propuestas.

### Especies similares
Lactarius volemus está íntimamente relacionado con el L. corrugis, y generalmente tiene una apariencia bastante similar. L. corrugis tiene más arrugas en la superficie, las láminas son más oscuras, el olor es suave o ausente, y el color es menos naranja, aunque se puede encontrar formas con colores intermedios. Las dos especies se pueden distinguir con más precisión a través de sus características microscópicas: L. corrugis tiene esporas típicamente mayores, 10,4 a 12,8 por 9,6 a 11,8 micrómetros, con un retículo más grueso en la superficie, además de un mayor pleurocistídio. Lactarius hygrophoroides también se asemeja al L. volemus, pero se diferencia de esta por tener enlaces cruzados, laminillas separadas y no tiene esporas en la superficie.
La especie zambiana Lactarius chromospermus tiene un parecido superficial con L. volemus, pero la primera, además de su presencia en el continente africano, puede ser identificada por su impresión de esporas de color marrón-canela, único en toda la familia Russulaceae. L. subvelutinus también es similar, pero no presenta el característico olor a pescado muerto, además de poseer un píleo de color amarillo-naranja a un brillante dorado-naranja, hojas estrechas y un látex blanco que no cambia de color cuando se suelta o en contacto con cualquier superficie. La especie Lactarius austrovolemus también está íntimamente relacionada, pero tiene laminas mucho más próximas entre sí, mientras que el L. lamprocystidiatus solo puede ser distinguido del L. volemus por las características microscópicas: las reticulaciones en sus esporas son más altas y afiladas, y la malla formada por las intersecciones de las reticulaciones es mucho más pequeña. Tanto el L. austrovolemus como el L. lamprocystidiatus son encontrados exclusivamente en la Papúa Nueva Guinea.

## Usos culinarios y otros
A pesar del desagradable olor a pescado que es exhalado después de que se han recolectado las setas, el L. volemus es comestible y recomendado para el uso culinario, aunque el Lactarius típicamente tiene una textura ligeramente granular, que algunos pueden encontrar poco apetitosa. El olor desaparece durante la cocción y el látex tiene un sabor suave. 
Es mejor preparado por cocción lenta con el fin de evitar que se vuelva demasiado duro; espécimes que fueron reidratados después de haber sido secadas, requieren una cocción más larga para eliminar la textura granulada. 
El hongo también se utiliza en las recetas de guisos y salsas. El uso de sartén no es una técnica de cocción recomendadoa debido a la gran cantidad de látex que fluye.
L. volemus es una de las varias especies de Lactarius que son vendidas en mercados rurales en la provincia de Yunnan, China, y es una de las especies más populares de hongos silvestres comestibles cosechados para el consumo y la venta en Nepal. En su libro de 2009 sobre especies de Lactarius de América del Norte, Bessette y colegas consideran el hongo "la seta de leche comestible más conocida y popular" en el este de Estados Unidos. Un estudio turco de la composición nutricional de los cuerpos fructíferos concluye que L. volemus es una buena fuente de proteínas y carbohidratos.

### Sustancias bioactivas

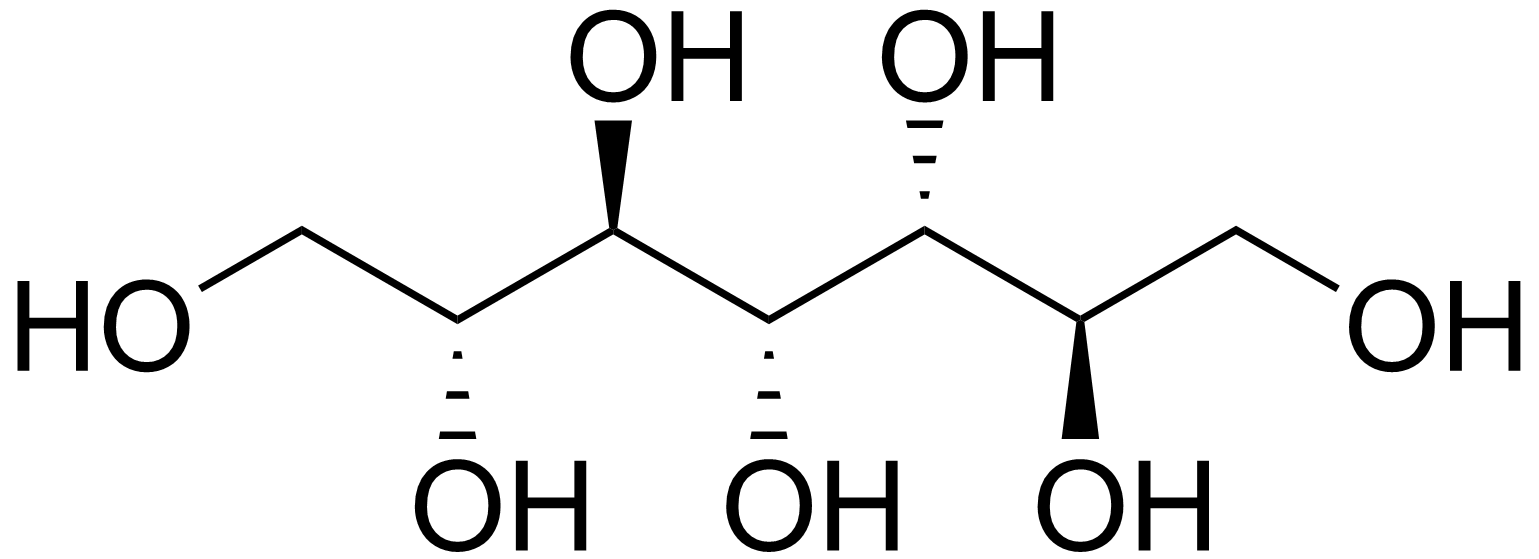
Estructura química del volemitol.

El cuerpo fructífero contienen una única molécula de esterol llamada volemolida, un derivado del ergosterol común entre los hongos, que puede tener aplicación en la quimiotaxonomia fúngica. 
En un estudio de 2001 se identificaron nueve esteroles, tres de los cuales eran desconocidos para ciencia. Según los investigadores, este tipo de compuestos altamente oxigenados, similar a los esteroles que se encuentran en corales blandos y esponjas marinas, son poco común en los hongos. 
El hongo también contiene volemitol (D-glicero-D-manoheptitol), un poli-alcohol de siete carbonos aislado por primera vez por el científico francés Émile Bourquelot en 1889. 
El volemitol se encuentra como monosacárido en muchas especies de plantas y algas pardas.
Debido a que el contenido natural de poli-isopreno en los cuerpos fructíferos que corresponde desde 1,1 hasta 7,7% de su peso en seco, que corresponde de 1,1 a 7,7% de su peso, esta porción puede ser usada para producir caucho.
La estructura química de la goma producida a partir de la seta consiste de un homólogo de poliprenol de alto peso molecular, organizado como un grupo dimetilalilo, dos unidades trans de isopreno, una larga secuencia de isoprenos cis (entre 260 y 300 unidades), encerrados por una hidroxila o éster de ácido graso.
Biosintéticamente, la formación del poli-isopreno comienza con el compuesto trans, trans-farnesil pirofosfato, y se acredita que termina con una esterificación de pirofosfato de poli-isoprenil. 
La enzima isopentenil-difosfato isomerasa delta ha sido identificado como necesario para el inicio de la síntesis de caucho en L. volemus y otras especies Lactarius.

## Ecología, distribución y hábitat

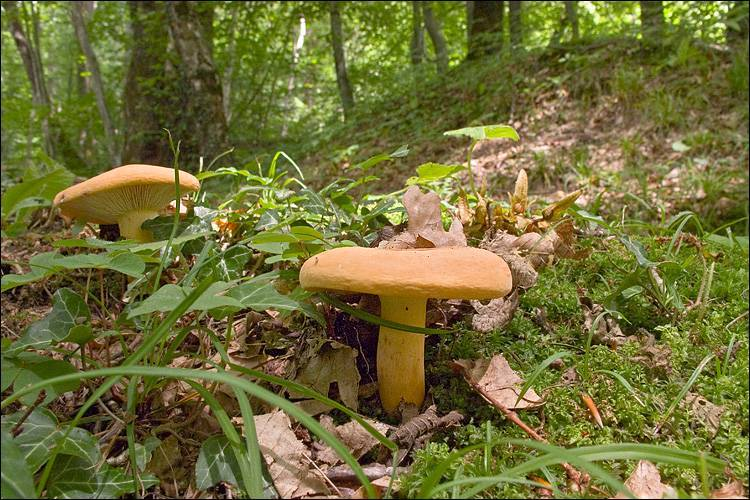
Espécimes en un bosque templado de los Alpes Julianos en Eslovenia.

Como todas las especies de Lactarius, el L. volemus forma ectomicorrizas, una asociación simbiótica mutuamente benéfica con varias especies de árboles. En esta asociación, las hifas del hongo crecen en torno a la raíz de las plantas y entre sus células corticales, pero en realidad no llegan a penetrárlas. Las hifas se extienden hacia fuera en el suelo, aumentando el área superficial para la absorción con el fin de ayudar a la planta a capturar los nutrientes del suelo. Se puede encontrar creciendo en la base de árboles de coníferas, aunque es más común en los bosques de hoja caduca. A veces también pueden encontrarse en "tapetes" de musgos de turbera. Es común la aparición de cuerpos fructíferos entre el verano y el otoño. Pueden ser encontrados creciendo solitariamente o en grupos y son más abundantes en el clima caliente y húmedo.
Los cuerpos fructíferos pueden ser habitados por especies de moscas de la familia Limoniidae, como Limonia yakushimensis o del género Discobola, así como varias especies de ácaros que habitan los hongos. 
Las moscas sirven de refugios para los ácaros en una asociación simbiótica conocida como phoresis, en donde los ácaros son cargados mecánicamente por su "anfitrión". Los ácaros son pequeños y no pueden migrar distancias relativamente largas entre las setas sin esa ayuda, los insectos transportistas por su parte, son grandes y pueden transferir a los ácaros a sus sitios de alimentación preferidos.
Lactarius volemus es encontrado en regiones de clima templado suave, como en algunas zonas subtropicales y tropicales del hemisferio Norte. 
El hongo se encuentra ampliamente distribuido en toda Europa, a pesar de que está disminuyendo en algunos países. Se ha convertido en bastante raro en los Países Bajos (y Flandes) hasta el punto de ser considerado localmente extinto. 
En América, el límite más al norte de su distribución alcanza el sur del Canadá y las Grandes Planicies, al sur de la costa este de los Estados Unidos y México, llegando hasta América Central (Guatemala). 
Es también conocida en Asia, incluyendo China (montañas Qinling, provincias de Guizhou y Yunnan), Japón, India, Corea, Nepal y Vietnam.
También se hicieron colecciones en Oriente Medio, incluyendo Irán y Turquía.